# Max Pechstein
Max Pechstein (født 31. december 1881 i Zwickau, Tyskland, død 29. juni 1955 i Berlin) var en tysk maler, grafiker, og ekspressionist.

## Biografi
I Dresden mødte Pechstein i 1906 Erich Heckel, som året inden havde dannet kunstnersammenslutningen Die Brücke sammen med Ernst Ludwig Kirchner, Karl Schmidt-Rottluff og Fritz Bleyl, og Pechstein sluttede sig entusiastiskt til gruppen.
Pechsteins stil viste hurtigt en fuldkommen, om end mere dekorativ, tilslutning til sammenslutningens idéer, såvel som i hans smag for det rå og usofistikerede, som i hans expressive måde at benytte sig af farver.
I 1908 flyttede Pechstein til Berlin, hvor den øvrige gruppe fulgte med et par år senere i 1911. I 1910 var Pechstein i centrum ved grundlæggelsen af Neue Secession, i forbindelse med bruddet i Berliner Sezession. I Neue Secession var Brücke-gruppen med, indtil det i slutningen af 1911 kom til en splittelse, som ledte til, at hele Brücke forlod secessionen. Pechstein forlod Die Brücke i 1912, året inden gruppen endeligt opløstes, efter at medlemmerne havde udviklet sig i forskellige retninger.
Pechsteins senere værker udtrykker, i lighed med Otto Muellers, en i højere grad sofistikeret, dekorativ form af primitivisme.
Pechstein underviste ved kunstakademiet i Berlin fra 1923 til 1933. Han blev afskediget af nazisterne, som fordømte hans værker og lod eksempler fremvise på udstillingen Entartete Kunst ("udartet/dekadent kunst") i München i 1937.
Efter krigen vendte han tilbage til Berlin, hvor han blev professor ved Kunstakademiet.